# Марія Данн
Марія Данн (англ. Maria Dunn; нар. 6 березня 1986, Тамунінг) — гуамська борчиня вільного стилю, семиразова чемпіонка та дворазова срібна призерка чемпіонатів Океанії, учасниця двох Олімпійських ігор.

## Життєпис
Боротьбою почала займатися з 1997 року. У 2007 році стала чемпіонкою Океанії серед юніорів.
У 2008 році Данн стала першою спортсменкою Гуаму, що взяла участь у змаганнях з жіночої боротьби. На літніх Олімпійських іграх в Пекіні вона у першому ж поєдинку поступилася представниці Болгарії Еліні Васевій з рахунком 0:12. Оскільки болгарська спортсменка не потрапила до фіналу, Данн не змогла взяти участь у втішних сутичках за бронзову нагороду і вибула зі змагань.
На наступних літніх Олімпійських іграх в Лондоні у 2012 році Данн знову поступилася у першому поєдинку, на цей раз представниці Росії Любові Волосовій (туше). І знову її суперниця не потрапила до фіналу, тому Данн на цьому закінчила участь у турнірі.
Виступала за Федерацію аматорської боротьби Гуаму. Тренер — Ніл Кранц (з 1997).

## Спортивні результати на міжнародних змаганнях

### Виступи на Олімпіадах
| Змагання                    | Збірна | Вагова категорія          | Місце |
| --------------------------- | ------ | ------------------------- | ----- |
| Літні Олімпійські ігри 2008 | Гуам   | жіноча боротьба, до 63 кг | 17    |
| Літні Олімпійські ігри 2012 | Гуам   | жіноча боротьба, до 63 кг | 18    |

### Виступи на Чемпіонатах світу
| Змагання                        | Збірна | Вагова категорія          | Місце |
| ------------------------------- | ------ | ------------------------- | ----- |
| Чемпіонат світу з боротьби 2006 | Гуам   | жіноча боротьба, до 63 кг | 28    |
| Чемпіонат світу з боротьби 2007 | Гуам   | жіноча боротьба, до 63 кг | 32    |
| Чемпіонат світу з боротьби 2011 | Гуам   | жіноча боротьба, до 63 кг | 32    |

### Виступи на Чемпіонатах Океанії
| Змагання                          | Збірна | Вагова категорія          | Місце  |
| --------------------------------- | ------ | ------------------------- | ------ |
| Чемпіонат Океанії з боротьби 2001 | Гуам   | жіноча боротьба, до 56 кг | Золото |
| Чемпіонат Океанії з боротьби 2002 | Гуам   | жіноча боротьба, до 59 кг | Срібло |
| Чемпіонат Океанії з боротьби 2004 | Гуам   | жіноча боротьба, до 63 кг | Золото |
| Чемпіонат Океанії з боротьби 2005 | Гуам   | жіноча боротьба, до 67 кг | Золото |
| Чемпіонат Океанії з боротьби 2007 | Гуам   | жіноча боротьба, до 63 кг | Золото |
| Чемпіонат Океанії з боротьби 2008 | Гуам   | жіноча боротьба, до 63 кг | Золото |
| Чемпіонат Океанії з боротьби 2010 | Гуам   | жіноча боротьба, до 63 кг | Золото |
| Чемпіонат Океанії з боротьби 2011 | Гуам   | жіноча боротьба, до 67 кг | Срібло |
| Чемпіонат Океанії з боротьби 2012 | Гуам   | жіноча боротьба, до 63 кг | Золото |

### Виступи на інших змаганнях
| Змагання                                                       | Збірна | Вагова категорія          | Місце |
| -------------------------------------------------------------- | ------ | ------------------------- | ----- |
| Тестовий турнір FILA 2011                                      | Гуам   | жіноча боротьба, до 63 кг | 9     |
| Олімпійський кваліфікаційний турнір з боротьби 2012 (Марракеш) | Гуам   | жіноча боротьба, до 63 кг | 8     |

### Виступи на змаганнях молодших вікових груп
| Змагання                                        | Збірна | Вагова категорія          | Місце  |
| ----------------------------------------------- | ------ | ------------------------- | ------ |
| Чемпіонат Океанії з боротьби серед юніорів 2007 | Гуам   | жіноча боротьба, до 63 кг | Золото |